# Vodovzvodnaja torony
A Vodovzvodnaja torony (magyarul kb. vízvételi torony) a Kreml falának délnyugati sarkán található, az Alekszandrovszkij szad és a Kremljovszkaja naberezsnaja találkozásánál, a Moszkva folyó közelében. 1488-ban épült Pietro Antonio Solari olasz mester tervei alapján. A nagyjából háromszög alakú Kreml másik két sarokbástyájához, Beklemisevszkaja és az Uglovaja Arszenalnaja toronyhoz hasonlóan köz alaprajzú; az összes több bástya négyzetes alapokra épült.

## Története
A bástya-torony első neve felépítését követően Szvirlova, majd Szviblova torony volt, annak a nemesi családnak a neve után, akiknek az udvarháza a toronyhoz csatlakozón helyezkedett el a Kreml falán belül. Mai nevét 1633-ban kapta, amikor Christopher Galloway skót mérnök vízátemelő szerkezetet telepített a torony tövébe, amivel a Kreml vízellátását biztosította a Moszkva folyóból.
1805-ben állapotának megromlása miatt az eredeti tervek alapján, az eredeti alapokon újjáépítették. 1812-ben Napóleon visszavonuló csapatai felrobbantották. Hét évvel később Oszip Ivanovics Bove irányításával megint újjáépítették, de már kisebb változtatásokkal az eredetihez képest. 1937-ben a torony csúcsán ötágú vörös csillagot helyeztek el, háromméteres karokkal.

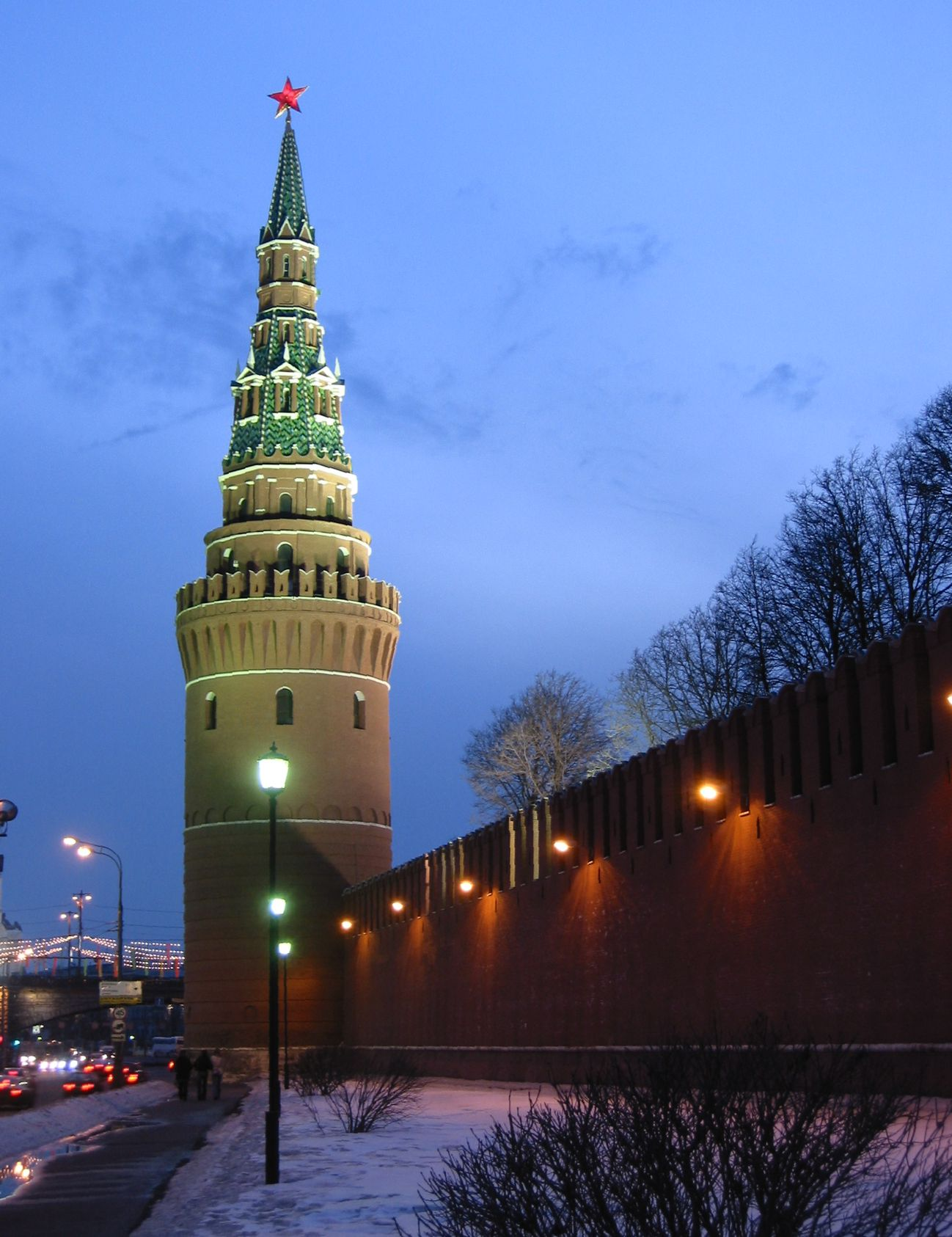
A Vodovzvodnaja torony esti fényben

## Fordítás
- Ez a szócikk részben vagy egészben  a(z)   Водовзводная башня című orosz Wikipédia-szócikk ezen változatának fordításán alapul.  Az eredeti cikk szerkesztőit annak laptörténete sorolja fel. Ez a jelzés csupán a megfogalmazás eredetét és a szerzői jogokat jelzi, nem szolgál a cikkben szereplő információk forrásmegjelöléseként.